# فيلموش كوهوت
فيلموش كوهوت (بالمجرية: Kohut Vilmos) (مواليد 17 يوليو 1906) هو لاعب كرة قدم. يلعب مع منتخب المجر لكرة القدم. سبق له أن لعب في كأس العالم لكرة القدم مع منتخب بلاده.

## روابط خارجية
- هذه المقالة غير مرتبط بويكي بيانات